# Crustoderma borbonicum
Crustoderma borbonicum är en svampart som beskrevs av Boidin & Gilles 1991. Crustoderma borbonicum ingår i släktet Crustoderma och familjen Meruliaceae.   Inga underarter finns listade i Catalogue of Life.